# Sachie-chan's goo!
Sachie-chan's goo! (さちえちゃんグー!!?, Sachi-chan gū!!) è un manga di Akira Toriyama e Masakazu Katsura, pubblicato nel 2008 su Jump Square.
Si tratta di un breve racconto, frutto di una collaborazione tra mangaka come era già successo a Toriyama per la realizzazione di Cross Epoch, in collaborazione con Eiichirō Oda. Il manga è stato pubblicato in Italia nel volume Katsura Akira. Katsura & Akira Short Stories, uscito il 5 novembre 2014 per l'editore Star Comics, raccolto insieme a Jiya, altro manga realizzato dai due mangaka.

## Trama
Sono raccontate le avventure spaziali di una ragazzina, Sachie-chan, in viaggio con degli alieni per realizzare un suo desiderio. Ovviamente il suo viaggio non sarà dei più semplici e si ritroverà a fronteggiare i cattivi di turno, dimostrando abilità e forza nel combattimento degne di un Saiyan.

## Personaggi
- Sachie-chan: la protagonista. In lei si notano chiaramente i tratti dei personaggi di Toriyama, nonché un grande potenziale nel combattimento.